# Deal or No Deal
Deal or No Deal è un format televisivo ideato dal produttore televisivo olandese Dick de Rijk e di proprietà della multinazionale Endemol. 
La versione originale del game show ha avuto origine proprio nei Paesi Bassi, dove è in onda dal novembre 2000 con il nome di Miljoenenjacht. L'immediato successo del gioco ha sin da allora portato numerosi paesi a riprendere a loro volta il format televisivo.
Dal 2005 ad oggi, va in onda la versione statunitense su NBC condotto da Howie Mandel.

## Format
Il regolamento di Deal or No Deal varia da paese a paese. Generalmente la puntata inizia con un concorrente già prestabilito. In alcune versioni vi è tuttavia un concorso preliminare che vede coinvolto il pubblico in studio e che consiste in un quiz ad eliminazione diretta, attraverso il quale verrà selezionato il concorrente finale.
Il game show prevede l'apertura di una determinata quantità di valigette o scatole numerate (solitamente ventisei), ognuna associata ad un premio in denaro oppure contenente un'opzione aggiuntiva per il giocatore, come il lasciare il posto ad un altro concorrente oppure il raddoppiare il premio massimo ottenibile. I contenuti di ciascuna valigetta sono noti sin dall'inizio del gioco, ma la loro precisa locazione è sconosciuta. Per dare inizio alla partita il concorrente sceglie quindi una valigetta, il cui valore sarà rivelato solamente al termine della puntata.
A questo punto il partecipante deve aprire le valigette rimanenti una per volta: la somma all'interno di ciascuna di esse viene rivelata subito. La cifra svelata non potrà essere equivalente a quella della valigetta assegnata al concorrente. Ogni turno il giocatore apre un determinato numero di valigette che decresce col proseguire della partita, prima dell'offerta del "banchiere", avversario immaginario del giocatore. Ciascuna sua offerta corrisponde ad una determinata somma di denaro e si basa in gran parte sugli importi ancora in gioco: questa ha lo scopo di convincere il concorrente a vendere la sua valigetta e lasciare il gioco. L'obbiettivo del banchiere, infatti, è quello di comprare la valigetta per un valore inferiore alla cifra al suo interno. Il giocatore si ritroverà perciò davanti a due scelte: accettare l'offerta e terminare la partita oppure rifiutarla e proseguire il gioco.
Il processo di eliminazione delle valigette e di offerta continua sino a quando il giocatore accetta la proposta oppure decide di continuare sino a quando rimarranno solamente due importi in gioco. Se il concorrente accetta l'offerta la partita termina ed ha inizio un prosieguo immaginario per vedere cosa avrebbe potuto vincere rimanendo nel gioco. A seconda delle scelte e delle offerte successive si determinerà se il partecipante ha fatto un "buon affare", cioè ha vinto un premio più alto del valore della sua valigetta.
Poiché il valore delle valigette è già noto all'inizio di ogni partita, l'offerta del banchiere varia a seconda delle somme già eliminate: si avranno pertanto ricche proposte in assenza di cifre basse e viceversa. Per creare suspense ed allungare la partita, l'offerta è solitamente inferiore al valore atteso dettato dalla teoria della probabilità, in particolare nelle fasi iniziali della partita. Generalmente, le prime offerte corrispondono a somme più basse di quelle ancora in gioco, ma col proseguire dello show possono arrivare anche a pareggiarle, se non superarle.

## Deal or No Dealnel mondo
- Afghanistan: گنجینه (Ganjina)
- Albania: Dilema
- Algeria: ادي ولا خلي (Éddi Ouela Kheli)
- Mondo arabo: لصفقة (Al Safqa); Deal or No Deal
- Argentina: Trato Hecho
- Armenia: Դիլ կամ Նո Դիլ (Dil kam No Dil)
- Australia: Deal or No Deal
- Austria: Deal or No Deal
- Azerbaigian: Davam Ya Tamam
- Belgio: Miljoenenjacht
- Belize: Tek It Or Leave It
- Birmania: Deal or No Deal
- Brasile: Topa ou Não Topa
- Bulgaria: Сделка или не (Sdelka ili ne)
- Cambogia: ព្រម ឬមិនព្រម (Prom Rer Min Prom)
- Canada: Deal or No Deal Canada; Le Banquier
- Cile: Trato Hecho; ¡Allá Tú!
- Cina: 动感秀场 (Dong Gan Xiu Chang); 爱唱才会赢 (Ai Chang Cai Hui Ying)
- Colombia: ¡Hay Trato!
- Corea del Sud: Yes or No
- Costa Rica: Trato Hecho
- Croazia: Uzmi ili ostavi
- Danimarca: Deal or No Deal
- Ecuador: Trato Hecho; El Familión Nestlé Trato Hecho
- Egitto: لعبة الحياة (Lebet el Hayat); ديل أور نو ديل: الإختيار (Deal or no deal: El Ikhtiyar)
- El Salvador: Trato Hecho
- Estonia: Võta või jäta
- Filippine: Kapamilya, Deal or No Deal
- Finlandia: Ota tai jätä
- Francia: À prendre ou à laisser
- Georgia: ვა-ბანკი (Va-Bank)
- Germania: Die Chance deines Lebens; Der Millionen-Deal; Deal or No Deal – Die Show der Glücksspirale; Deal or No Deal
- Giamaica: The Digicel Deal or No Deal
- Giappone: ザ・ディール (Za Dīru)
- Grecia e Cipro: Deal
- Honduras: Trato Hecho
- Hong Kong: 一擲千金 (Deal or No Deal)
- India: Deal Ya No Deal; Deala No Deala; Deal or No Deal
- Indonesia: Deal Or No Deal Indonesia; Deal Or No Deal
- Iran: تمام یا دوام (Tamam Ya Davam)
- Irlanda: Deal or No Deal
- Israele: הדיל הגדול (Hadil Hagadol); דיל או לא דיל (Dil o Lo Dil)
- Italia: Affari tuoi
- Libano: Deal or No Deal
- Lituania: Taip arba Ne
- Macedonia: Земи или остави (Zemi ili ostavi); Се или нешто (Se ili nešto)
- Malaysia: Deal or No Deal Malaysia; 一擲千金 (Yi zhi qian jin)
- Malta: Deal or No Deal Malta
- Messico: Vas o No Vas; Yo si voy
- Moldavia: Da sau Nu
- Nigeria: Deal or No Deal Nigeria
- Norvegia: Deal or No Deal
- Nuova Zelanda: Deal or No Deal
- Paesi Bassi: Miljoenenjacht
- Panama: El Familion Nestle; Deal or No Deal
- Perù: Trato Hecho; Vas o No Vas
- Polonia: Grasz czy nie grasz
- Portogallo: Pegar ou Largar
- Regno Unito: Deal or No Deal
- Repubblica Ceca: Ber nebo neber
- Repubblica Dominicana: Trato Hecho con Nestlé
- Romania: Da sau nu; Accepţi sau nu
- Russia: Пан или пропал (Pan ili Propal); Сделка (Sdelka)
- Serbia: Uzmi ili ostavi
- Singapore: Deal or No Deal
- Slovacchia: Ruku na to
- Slovacchia: Vzemi ali pusti
- Spagna: ¡Allá tú! (condotto da Jesús Vázquez e Silvia Jato)
- Sri Lanka: Gando Nogando
- Stati Uniti d'America: Deal or No Deal
- Sudafrica: Deal or No Deal; Doen met 'n Miljoen!
- Svezia: MiljonJakten; Deal or no Deal med Miljonjakten
- Svizzera: Deal or No Deal – Das Risiko
- Taiwan: 齊天大勝 (Who's the Winner); 孤注一擲 (Topic: The Deal); 平民大富翁 (Yes or No)
- Thailandia: เอาหรือไม่เอา (Deal or No Deal)
- Tunisia: دليلك ملك (Dlilek Mlek)
- Turchia: Trilyon Avı; Büyük Teklif; Var mısın? Yok musun?
- Ucraina: Граєш чи не граєш? (Hrayesh chy ne hrayesh?)
- Ungheria: Áll az alku
- Vietnam: Đi tìm ẩn số; Ần số vàng